# Waimakariri District
Der Waimakariri District ist eine zur Region Canterbury gehörende Verwaltungseinheit in Neuseeland. Der Rat des Distrikts, Waimakariri District Council (Distriktrat) genannt, hat seinen Sitz in der Stadt Rangiora, ebenso wie die Verwaltung des Distrikts.

## Geographie

### Geographische Lage
Der Waimakariri District verfügt über eine reine Landfläche von 2217 km² und ist damit der zweitkleinste Distrikt der Region Canterbury. Zum Census im Jahr 2013 zählte der Distrikt 49.989 Einwohner und ist 22,5 Einwohner pro km² der Distrikt mit der höchsten Bevölkerungsdichte der Region.
Der Distrikt wird im Westen und Süden vom Selwyn District umschlossen, im Nordosten grenzt der Hurunui District an und im Südosten das Stadtgebiet von Christchurch City. Ein kleiner Küstenabschnitt im Osten bildet die natürliche Grenze zum Pazifischen Ozean.
Die südöstliche Hälfte des Distrikts ist durch die weite Ebene zwischen den Flüssen Waimakariri River und Ashley River/Rakahuri geprägt. Der Nordwesten hingegen ist bergig und wird von den bis zu 1936 m hohen Puteteraki Range abgeschlossen.
Die größte Stadt des Distrikts ist Rangiora mit 15.821 Einwohnern, gefolgt von Kaiapoi mit 9255, Woodend mit 2679, Oxford mit 1905 und Pegasus mit 1050 Einwohnern. Alle anderen Orte liegen unterhalb der 1000 Einwohnern-Marke.

### Klima
Der östliche Teil des Waimakariri District liegt komplett im Windschatten der westlich liegenden Neuseeländischen Alpen. Mit um die 700 mm Niederschlag pro Jahr ist der Teil vergleichsweise trocken. Weiter westlich sind mit Niederschlagsmengen zwischen 800 und 1000 mm zu rechnen. Die durchschnittlichen Tagestemperaturen liegen im Sommer zwischen 20 °C und 24 °C und im Winter zwischen 0 °C und 3 °C je nach Höhenlage. Die jährliche Sonnenscheindauer beträgt zwischen 2000 und 2100 Stunden.

## Bevölkerung

### Bevölkerungsentwicklung
Von den 49.989 Einwohnern des Distrikts waren 2013 3567 Einwohner Māori-stämmig (7,1 %). Damit lebten 0,6 % der Māori-Bevölkerung des Landes im Waimakariri District. Das durchschnittliche Einkommen in der Bevölkerung lag 2013 bei 30.300 NZ$, gegenüber 28.500 NZ$ im Landesdurchschnitt.

### Herkunft und Sprachen
Die Frage nach der Zugehörigkeit einer ethnischen Gruppe beantworteten in der Volkszählung 2013 93,8 % mit Europäer zu sein, 7,4 % gaben an, Māori-Wurzeln zu haben, 0,8 % kamen von den Inseln des pazifischen Raums und 1,7 % stammten aus Asien (Mehrfachnennungen waren möglich). 17,1 % der Bevölkerung gab an in Übersee geboren zu sein. 1,3 % der Bevölkerung sprachen Māori als zweithäufigste Sprache nach Englisch, unter den Māori 11,3 %.

## Politik

### Verwaltung
Der Waimakariri District ist noch einmal in fünf Wards unterteilt, dem Rangiora Ward und dem Kaiapoi Ward mit je drei Councillors (Ratsmitglieder), dem Woodend-Ashley Ward und dem Oxford-Eyre Ward mit je zwei Councillors. Die zehn Councillors bilden zusammen mit dem Mayor (Bürgermeister) den Distrikt Council (Distriktrat) und werden alle drei Jahre neu gewählt.

### Städtepartnerschaften
Waimakariri District hat am 5. Oktober 2007 eine Partnerschaft mit der belgischen Stadt Zonnebeke geschlossen. Der Distrikt und die belgische Stadt verbindet die leidvolle Erfahrung des Ersten Weltkriegs. 846 neuseeländische Soldaten fanden am 12. Oktober 1917 in der Schlacht um Passendale, einem Stadtteil von Zonnebeke den Tod.

## Infrastruktur

### Straßenverkehr
Verkehrstechnisch angeschlossen ist der Distrikt durch den New Zealand State Highway 1, der von Süden kommend den Distrikt an der Küste entlang nach Norden durchquert. Bei Waipara zweigt der State Highway 7 vom State Highway 1 ab und führt durch die Amuri Plain nach Nordwesten über die Neuseeländischen Alpen zur Westküste.

### Schienenverkehr
Ebenfalls an der Küste entlang verläuft die Eisenbahnlinie des South Island Main Trunk Railway, der den Distrikt mit Invercargill, Dunedin und Christchurch im Süden und die nördlichen Landesteilen der Südinsel verbindet. Auf dieser Eisenbahnstrecke werden aber lediglich Güter transportiert.